# Coenogonium interplexum
Coenogonium interplexum är en lavart som beskrevs av Nyl. Coenogonium interplexum ingår i släktet Coenogonium och familjen Coenogoniaceae.   Inga underarter finns listade i Catalogue of Life.